# Quando la luce tornerà
Quando la luce tornerà (A Deepness in the Sky) è un romanzo di fantascienza pubblicato nel 1999 dallo scrittore statunitense Vernor Vinge. Ha vinto il Premio Hugo quale miglior romanzo nel 2000.

## Trama
Il romanzo, ambientato nello stesso universo di Universo incostante 12.000 anni nel passato, narra della scoperta di una specie aliena su un pianeta in orbita alla stella chiamata OnOff. Tale nome deriva dal fatto che OnOff ha un ciclo di 250 anni durante il quale resta spenta per ben 215 anni. Durante tale periodo il pianeta congela completamente fino alla successiva riaccensione e al periodo di luce seguente della durata di 35 anni.
Gli abitanti del pianeta, chiamati "ragni" dagli umani per la loro somiglianza con gli aracnidi, hanno all'inizio della storia un livello tecnologico simile a quello della Terra agli inizi del XX secolo. Durante i periodi in cui la stella è spenta si rifugiano sottoterra dove cadono in una sorta di letargo.
Due spedizioni umane, in concorrenza tra loro, stanno per raggiungere il pianeta allo scopo di esplorare e commerciare: i Qeng Ho, tradizionali mercanti dello spazio, e gli Emergenti, rappresentanti di un regno umano in rapida ascesa tecnologica ed economica.

## Edizioni
- Vernor Vinge, A Deepness in the Sky, Tor Books, 1999,  p. 606, ISBN 0-312-85683-0.
- Vernor Vinge, Quando la luce tornerà, traduzione di Gianluigi Zuddas, collana Cosmo Oro n° 179, Editrice Nord, 1999,  p. 549, ISBN 88-429-1107-0.